# Pocahontas
Pour les articles homonymes, voir Pocahontas (homonymie), Rebecca et Rolfe.
Pocahontas, née vers 1595 et morte le 21 mars 1617 à Gravesend, est une Autochtone de la confédération de tribus Powhatans, fille de Nonoma Winanuske Matatiske et Wahunsunacock (aussi appelé chef Powhatan et qui régnait alors sur presque toutes les tribus de la région Tsenacommacah).
Ses noms véritables sont Matoaka (« Fleur entre deux ruisseaux », ce nom lui a été donné parce qu'elle est née entre les deux rivières de Mattaponi et Pamunkey) et Amonute (nom qui dénoterait un statut d'initiée et de praticienne de la Dream Vision (en)). « Pocahontas » est un surnom d'enfance se rapportant à sa nature espiègle (dans la langue powhatan, un dialecte algonquin, Pocahontas signifie jeune impertinente, indomptée mais aussi hardie). En anglais, lors de son baptême chrétien lui fut attribué le prénom de Rebecca devenu Rebecca Rolfe de par son mariage avec le colon anglais John Rolfe.
Sa brève existence, qui constitue un des mythes fondateurs des États-Unis, est à l'origine de beaucoup de légendes et d'adaptations littéraires et cinématographiques.

## Histoire
On connaît peu de choses de l'enfance de Pocahontas. Elle est fille du sachem powhatan Wahunsunacock. Du fait de la tradition polygame de la tribu, elle a de nombreux frères et sœurs avec lesquels elle grandit. Selon la tradition powhatan, très jeune elle a été éloignée de sa mère, laquelle est par ailleurs décédée peu de temps après lui avoir donné le jour. C'est ainsi qu'elle est élevée par ses tantes et d'autres femmes de la tribu Mattaponi à Werowocomoco (en) en Virginie. Selon la tradition, les enfants étaient très accompagnés  et tous les membres de la tribu contribuaient à leur éducation selon leurs rangs et compétences.
Son père développe une certaine préférence à son égard, du fait de sa ressemblance avec sa mère, qu'il aurait particulièrement aimée. C'est lui qui lui aurait donné le surnom de Pocahontas.

### Relations avec John Smith

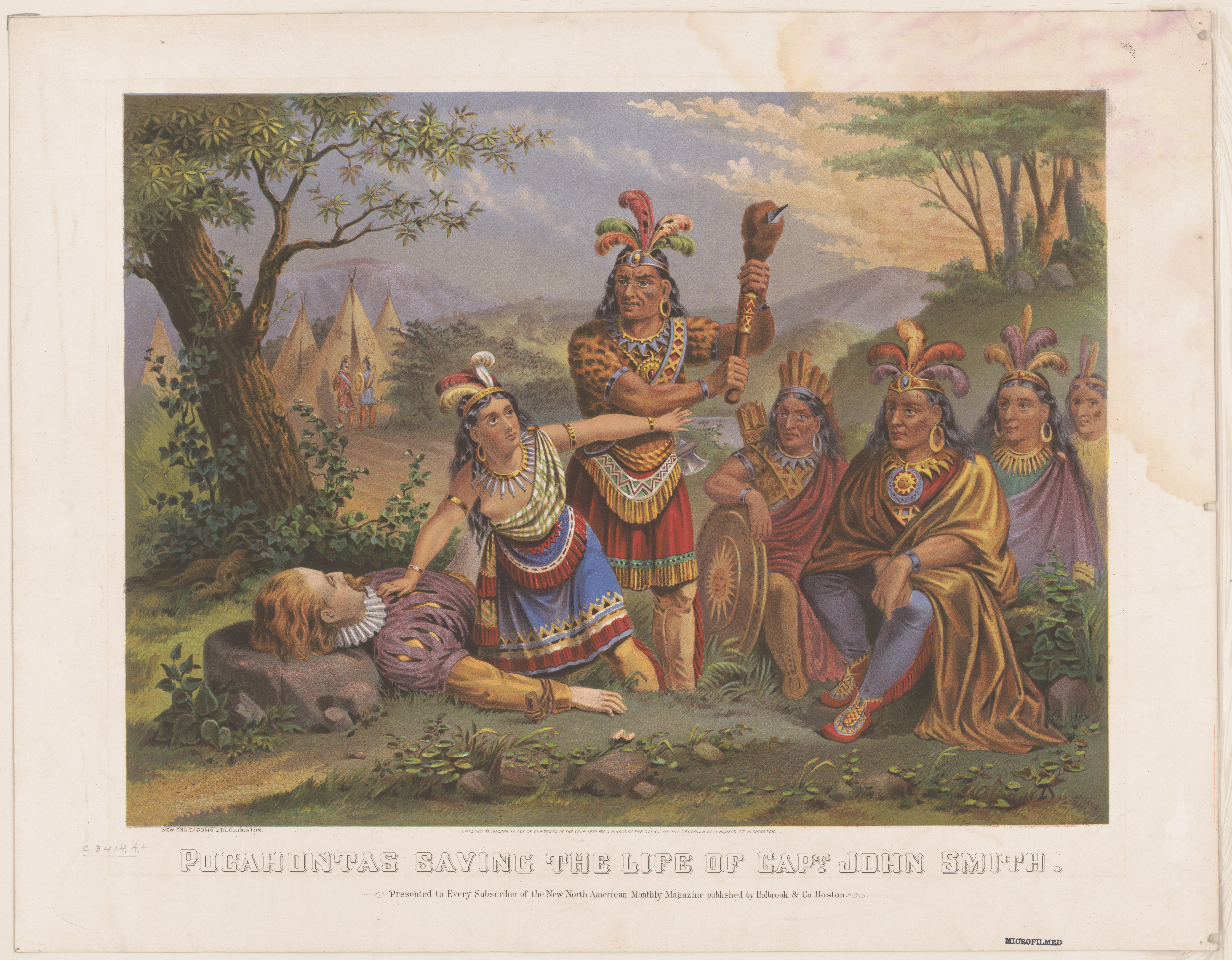
Pocahontas sauve la vie de John Smith, illustration américaine de 1870.

Pocahontas implorant son père de sauver la vie du capitaine Smith, tel qu'illustré dans The generall historie of Virginia, New-England, and the Summer Isles par John Smith.

Les registres des colons de Jamestown indiquent que Pocahontas a entretenu une amitié avec le capitaine John Smith, qu'elle aurait sauvé de la mort plusieurs fois. Néanmoins, du fait de la rareté des archives et de leur mauvaise qualité, la nature exacte de leur relation est controversée.
Pocahontas est âgée d'environ 12 ans lorsque les colons anglais de la Virginia Company débarquent  en 1607 et s'y implantent.
L'un d'entre eux, John Smith, fut capturé par un groupe de chasseurs et emmené à Werowocomoco, un des principaux sites powhatan, dont le père de Pocahontas était le sachem. Selon Smith, il était sur le point d'être exécuté quand Pocahontas demanda sa grâce.
La véracité de cet épisode est cependant mise en doute à partir des années 1860 car, en dépit de l'édition de deux livres relatifs à la Virginie, le récit de la délivrance de Smith n'a été écrit qu'en 1616, soit presque dix ans après les faits et il les aurait peut-être exagérés, voire inventés pour « civiliser » l'image de Pocahontas.
Certains experts ont également suggéré que Smith avait pu prendre pour une délivrance un rituel typique symbolisant sa mort et sa renaissance en tant que membre de la tribu,. En effet, selon les récits oraux et les écrits contemporains des Mattaponi, le chef Wahunsunacock appréciait John Smith, lui offrant l'honneur d'être « Weroance (en)»  ou chef colon reconnu par Powhatan. Ce titre permit de lui octroyer une zone plus propice à la construction des bâtiments des Anglais avec un excellent accès aux gibiers et aux fruits de mer — la future cité de Jamestown.
Or, les enfants n'étaient pas autorisés à assister à tous les rituels. Pocahontas n'était pas encore en âge d'assister à ce type de cérémonie. De surcroît, quand bien même elle eût été présente, puisque Smith était honoré, tous les adultes présents l'auraient très probablement empêchée d'interférer de quelque manière que ce soit.
Quoi qu'il en soit, pour le moins, une relation amicale s'est établie entre Smith et Pocahontas à Jamestown, où celle-ci venait souvent jouer. Les documents d'époque montrent que John Smith a passé du temps avec la jeune Powhatan. Ils s'enseignaient mutuellement leur langue. Des notes écrites subsistent ; et elles mentionnent, parmi tant d'autres, « Dis à Pocahontas de m'apporter trois paniers » ou « Pocahontas a de nombreuses perles blanches ».
Toutefois, lorsque la colonie anglaise grandit, les autochtones durent constater que leur mode de vie était incompatible avec celui des Anglais. Leurs plantations ne rapportaient pas les récoltes espérées, et John Smith exigea plus d'approvisionnements de la part des autochtones. L'amitié entre le père de Pocahontas et Smith commença ainsi à se détériorer et leurs différends débouchèrent sur des conflits armés.
John Smith aurait affirmé à cette époque que Wahunsunacock voulait le tuer, mais qu'il aurait été prévenu par Pocahontas en 1608. Elle serait en effet venue prévenir les Anglais que son père, qui avait invité Smith et quelques autres colons à lui rendre visite à Werowocomoco, projetait en fait de les tuer puisque les Anglais devenaient envahissants. Grâce à cet avertissement, ils restèrent sur leurs gardes et le funeste dessein ne put s’accomplir,.
Mais là encore, la véracité de cet épisode est mise en doute par la tribu Mattaponi elle-même. Jamestown était à 19 km de Werowocomoco, et la probabilité qu'une adolescente d'une douzaine d'années puisse partir seule aussi loin est incompatible avec la culture Powhatan. Si elle s'est rendue à Jamestown, elle aurait été accompagnée de quelques autres membres de la tribu et en signe de paix. De surcroît, pour se rendre à Jamestown, il lui aurait fallu traverser de grandes étendues d'eau en utilisant des pirogues, lesquelles pesaient environ 400 livres (soit un peu moins de 200 kg). Il aurait donc fallu qu'elle soit accompagnée de personnes assez fortes pour les mettre à l'eau. Par ailleurs, des historiens autochtones ont publié une lettre relative à ces tensions que Smith a écrite en 1608, mais qui ne mentionne pas que Pocahontas ait tenté de sauver sa vie à deux reprises.
En octobre 1609, John Smith  est victime d'une explosion de poudre qui aurait été accidentelle. Il est rapatrié en Angleterre mais les Anglais annoncèrent aux Indiens que Smith était mort. Pocahontas y crut jusqu’à ce qu'elle aille elle-même en Angleterre en 1616.
Il n'y a aucune indication dans les archives prouvant que Smith et Pocahontas aient été amants ; cette version romancée de l'histoire apparaît seulement dans les récits mettant en scène une Pocahontas plus âgée que dans les faits. Selon Smith, quand ils se revirent à Londres, Pocahontas l'appelait « Père ».

### Enlèvement

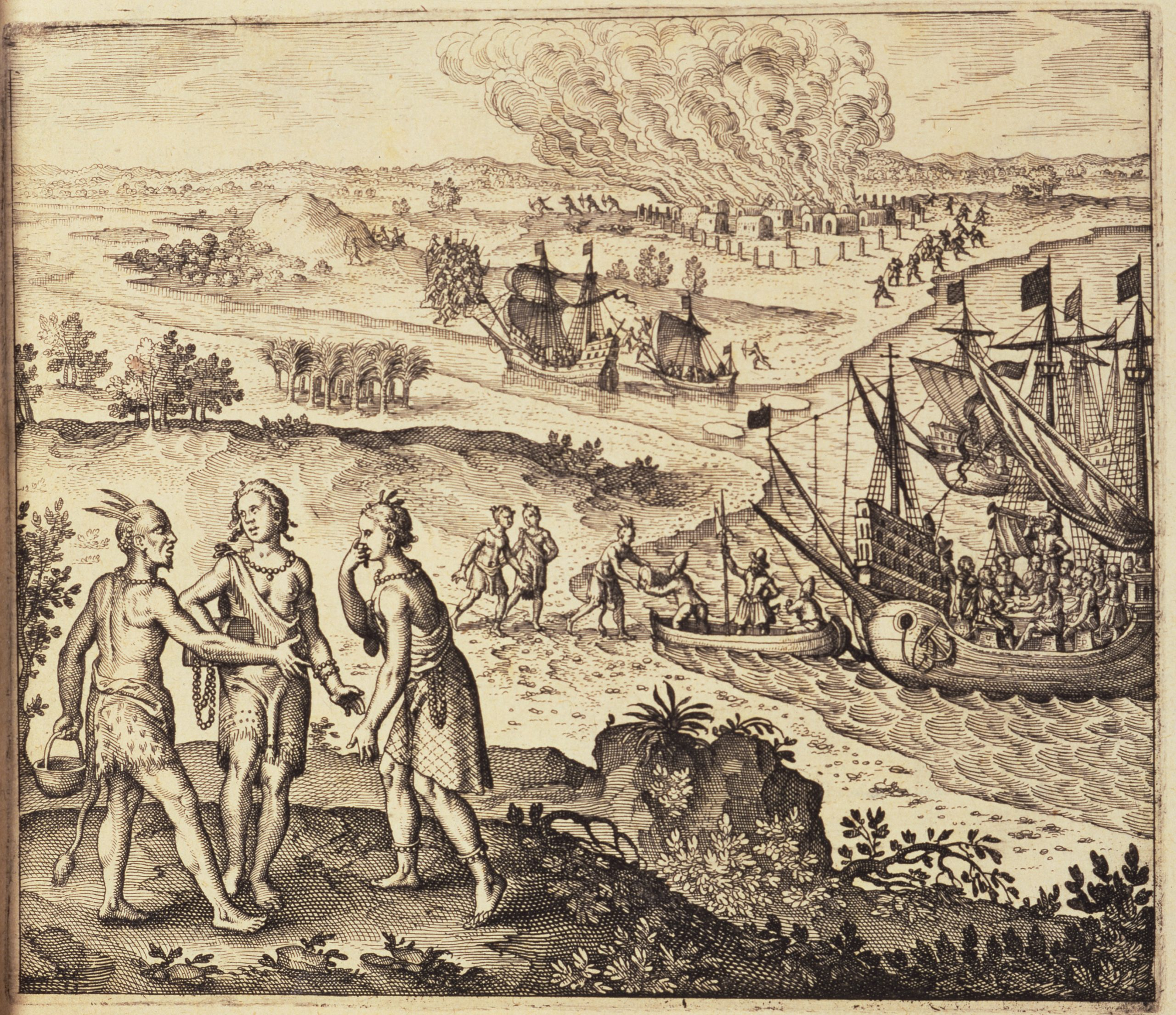
L'Enlèvement de Pocahontas, gravure sur cuivre de Jean Théodore de Bry, vers 1624.

En mars 1613, Pocahontas résidait à Passapatanzy, un village autochtone situé sur le fleuve Potomac.
Le capitaine Samuel Argall, aventurier et officier naval anglais, enlève Pocahontas comme gage contre le retour des captifs et propriétés tenues par les Powhatans. Le chef Powhatan renvoya les prisonniers, mais ne rendit pas les armes et les outils. L'échange ne se fit donc pas et pendant une année, Pocahontas fut retenue à Henricus (en), une autre colonie anglaise. On sait peu de choses sur sa vie là-bas malgré un écrit du colon Ralph Hamor (en) affirmant qu'elle y aurait appris les bons usages et la courtoisie.
Cependant, lors de sa captivité, on rapporte que Pocahontas souffrait de dépression et devenait de plus en plus craintive et renfermée. Son extrême anxiété était si grave que ses ravisseurs anglais ont permis à la sœur aînée de Pocahontas, Mattachanna, et à son mari Uttamattamakin de lui venir en aide.

« Lorsque Mattachanna et Uttamattamakin sont arrivés à Jamestown, Pocahontas a confié qu'elle avait été violée. L'histoire orale sacrée de Mattaponi est très claire à ce sujet : Pocahontas a été violée. Il est possible que cela lui ait été fait par plus d'une personne et à plusieurs reprises. Mon grand-père et d'autres professeurs d'histoire orale de Mattaponi ont dit que Pocahontas avait été violée.
La possibilité d'être captif était un danger dont il fallait être conscient dans la société powhatan, mais le viol n'était pas toléré. Le viol dans la société powhatan était pratiquement inconnu parce que la punition pour de tels actes était si sévère. La société powhatan n'avait pas de prisons. La punition pour les actes fautifs consistait souvent en un bannissement de la tribu. »

Un prêtre anglais, Alexander Whitaker, lui enseigna le christianisme et l'aida à améliorer son anglais. Elle fut baptisée et son prénom devint alors Rebecca.
En mars 1614, un violent conflit eut lieu près de la rivière Pamunkey entre des centaines d'Anglais et les Powhatans. À Matchcot, la nouvelle capitale powhatan, les Anglais rencontrèrent un groupe dont faisaient partie des chefs aînés de Powhatan et autorisèrent Pocahontas à s'entretenir avec eux. Selon le sous-gouverneur La Vallée de Thomas, Pocahontas en voulut à son père pour l'avoir estimée moins importante que des armes ou des outils, et elle préféra vivre avec les Anglais. Selon la tribu de Mattaponi, les colons anglais lui auraient souvent dit que son père ne l'aimait pas car il n'était jamais venu la sauver.

### Mariage avec John Rolfe

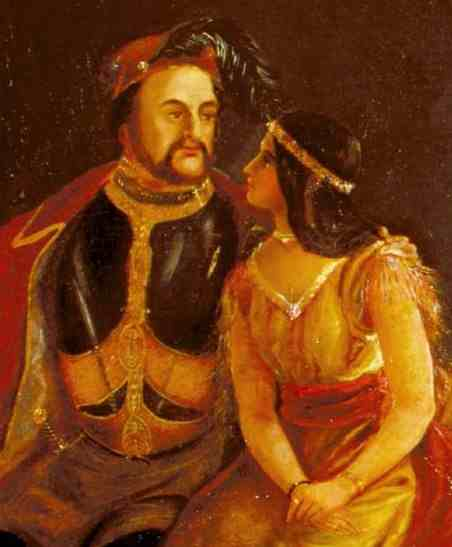
Illustration librement inspirée de Pocahontas et son mari John Rolfe, tableau de James William Glass, 1845.

Dans la tradition mattaponi, Pocahontas devait prendre pour époux Kocoum, issu de Patawomeck, une tribu powhatan, mais il fut tué par les colons en 1613 après la capture de celle-ci. Selon les croyances patawomeck, le couple aurait eu une fille, appelée Ka-Okee, qu'ils ont élevée à la mort du père et à l'enlèvement de sa mère.
Pendant son séjour à Henricus (en), Pocahontas rencontra John Rolfe, qui s'éprit follement d'elle. Ce dernier, dont l'épouse et la fille étaient décédées, avait cultivé avec succès une parcelle de tabac en Virginie (en apprenant des techniques sacrées de séchage de tabac des Powhatans). C'était un homme pieux qui souffrait énormément des possibles conséquences morales de son mariage avec une païenne. Dans une longue lettre au gouverneur, il demanda la permission de se marier avec elle parce qu'il l'aimait et qu'il voulait sauver son âme. En revanche, les sentiments de Pocahontas au sujet de Rolfe et du mariage demeurent inconnus.
Bien que certains historiens affirment que Pocahontas et John Rolfe se sont mariés par amour, ce n'est pas une certitude, car Pocahontas n'a jamais été autorisée à voir sa famille, son enfant ou son père après avoir été kidnappée. Et, bien qu'il soit d'usage pour un père Powhatan de donner sa fille lors d'un mariage, Wahunsunacock n'a pas assisté au mariage de sa fille avec Rolfe de peur d'être capturé ou tué. Il a envoyé un brin de perles en cadeau.
Ils se marièrent en avril 1614. C'est à cette occasion qu'elle prit le nom de Rebecca Rolfe et se convertit au christianisme. Pendant plusieurs années, le couple vécut dans la plantation de Rolfe, Varina Farms (en), située en Virginie, à proximité de la rivière James et de la communauté d'Henricus. Ils eurent un enfant, Thomas Rolfe, né en 1615.
Le mariage et la conversion au christianisme de Pocahontas pacifièrent pendant un temps les relations entre les Powhatans et les colons, mais les hostilités reprirent dès 1622.

### Voyage en Angleterre et décès
Afin d'attirer de nouveaux colons et investisseurs en Virginie, Pocahontas fut envoyée promouvoir la région auprès des Européens. Sa mission était de leur garantir que les populations autochtones ne représentaient aucune menace et que la sécurité des colonies était assurée. En 1616, les Rolfe voguèrent jusqu'en Angleterre. Ils arrivèrent au port de Plymouth, puis, en juin, voyagèrent en diligence jusqu’à Londres. Ils étaient accompagnés d'un groupe de onze autres Powhatans, dont le chaman Tomocomo.
Pocahontas apprit alors que John Smith était encore en vie et qu’il résidait à Londres. Il écrivit à la reine Anne une lettre lui demandant de veiller à ce que Pocahontas soit traitée avec le même respect qu'un visiteur royal, et non comme un phénomène de foire (ce qui aurait mis en péril l'amour qu'elle portait aux Anglais et au christianisme).
Il n'existe aucune preuve que Pocahontas ait été formellement présentée à la cour de Jacques Ier d'Angleterre mais, le 5 janvier 1617, elle et Tomocomo faisaient partie des invités du roi lors d'une représentation du poète Ben Jonson à la Maison des banquets, dans le Palais de Whitehall. Selon Smith, le roi impressionna fort peu les ambassadeurs, qui ne comprirent qui ils avaient rencontré qu'après qu'on le leur eut expliqué. Pocahontas et Rolfe vécurent à Brentford pendant quelques mois. Smith leur rendit visite au début de 1617. En mars, le couple décida de retourner en Virginie, mais leur bateau n'avait pas dépassé Gravesend (Kent) que Pocahontas tomba malade. La nature de la maladie est inconnue, mais Pocahontas a été décrite comme sensible à l'air pollué de Londres ; il semble donc qu'elle ait succombé à une pneumonie ou à la tuberculose. Débarquée à terre, elle mourut peu après, âgée de 22 ans. Son enterrement eut lieu le 21 mars 1617 dans la paroisse de Saint Lucas à Gravesend. Rolfe retourna seul en Virginie, laissant leur fils Thomas en Angleterre, et s'y remaria. Thomas retourna en Virginie après la mort de son père.

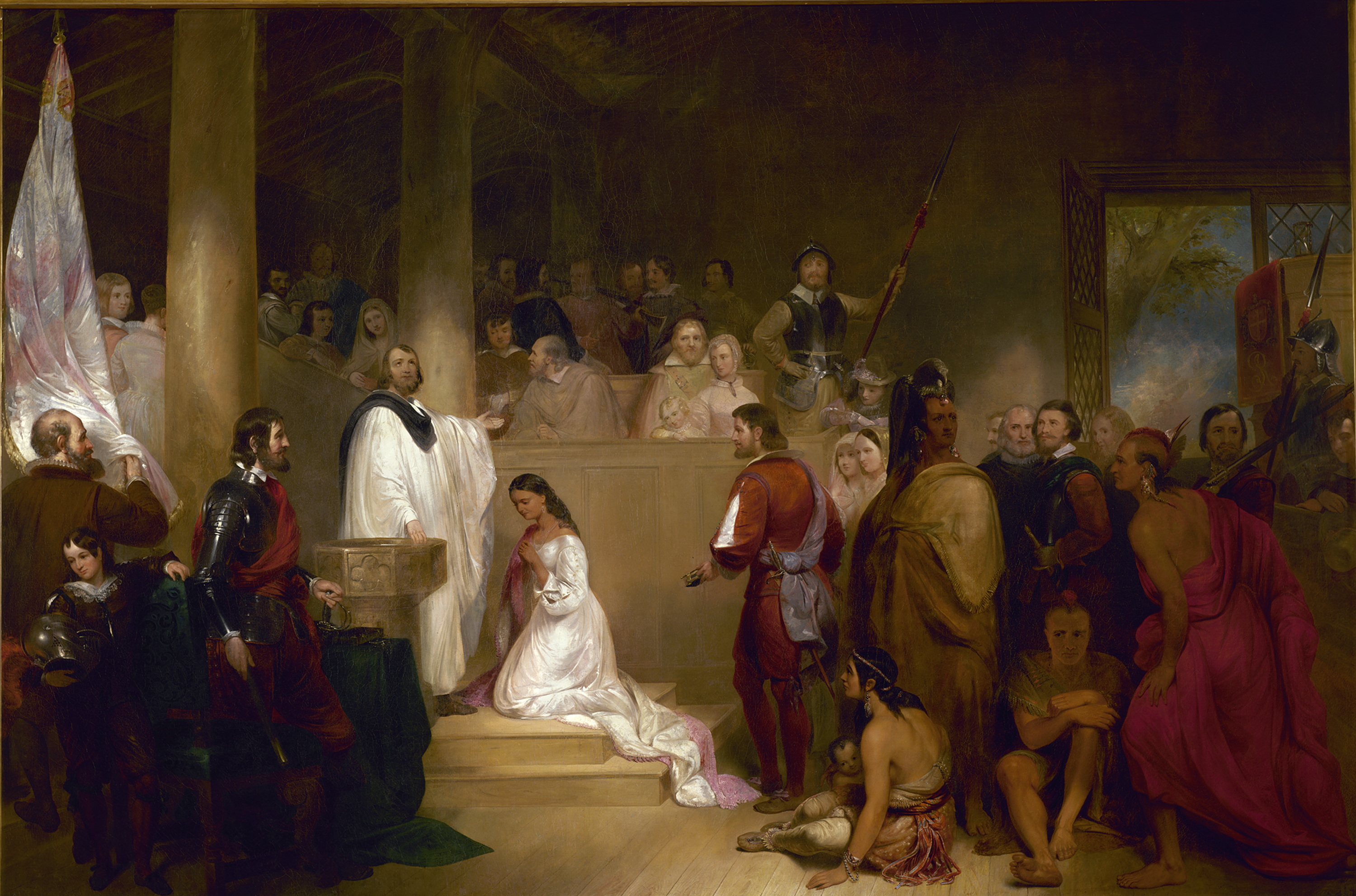
John Gadsby Chapman, Le Baptême de Pocahontas (1840), dont une copie orne la rotonde du Capitole.

## Descendance
Rebecca et John Rolfe ont eu un enfant, Thomas, né dans la ferme de Varina en 1615 avant que ses parents ne partent pour l'Angleterre. Beaucoup de vieilles familles de Virginie font remonter leur lignée à Pocahontas et Wahunsunacock via Thomas Rolfe. C'est par exemple le cas d'Edith Wilson, épouse du président américain Woodrow Wilson ; Nancy Reagan, épouse du président Ronald Reagan ; George Wythe Randolph, général et homme politique sudiste ; Richard Byrd, explorateur et aviateur ; Harry F. Byrd ; Pauline de Rothschild (en) ; Percival Lowell, astronome ; Edward Norton, acteur

## Représentations

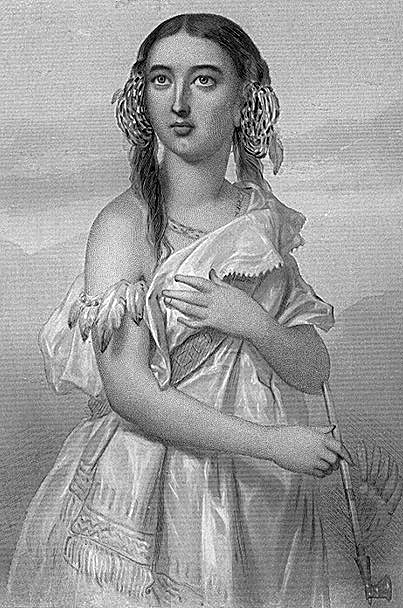
Illustration du XIXe siècle.
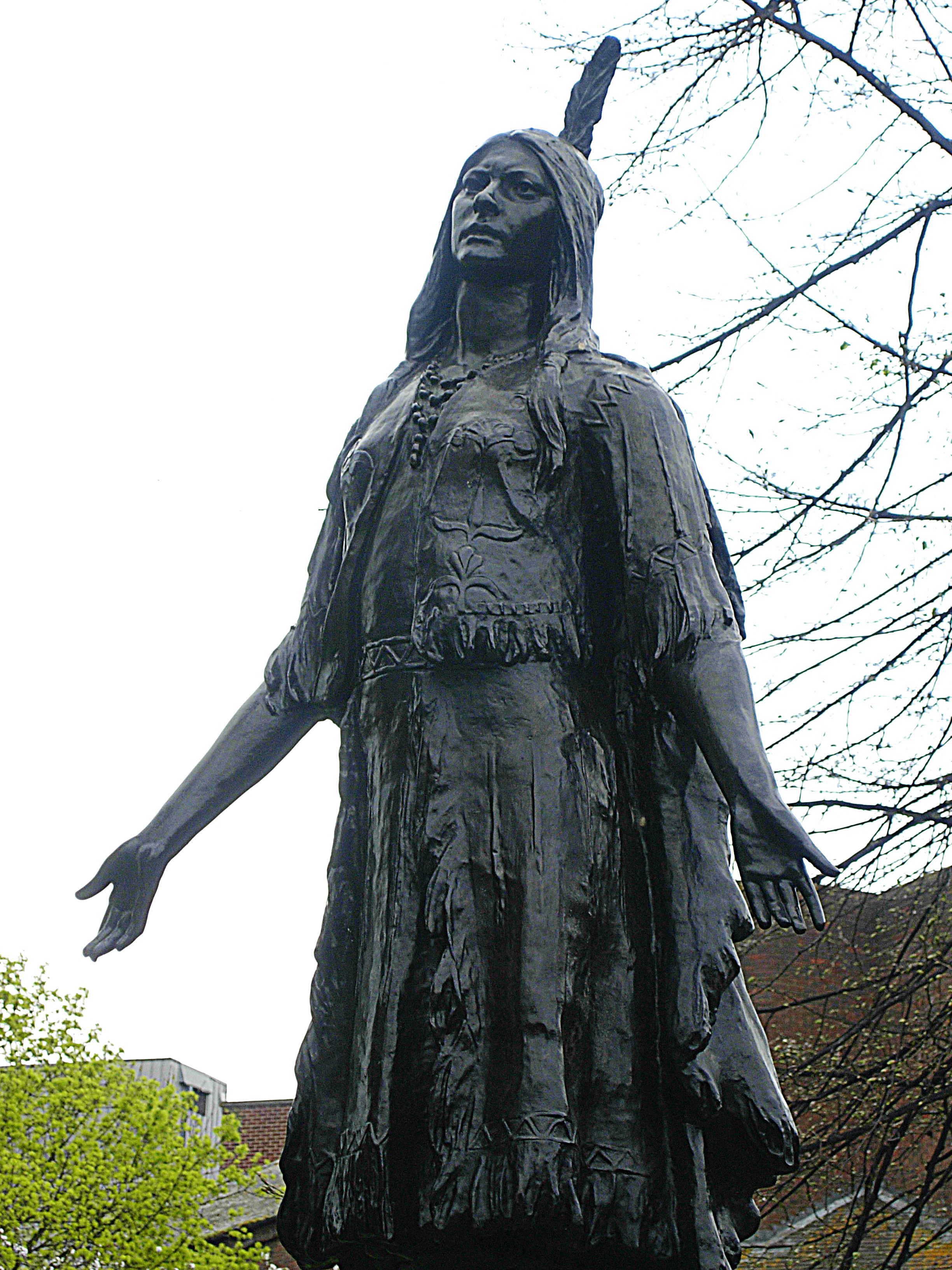
Statue devant l'église Saint Georges de Gravesend dans le Kent, au Royaume-Uni.
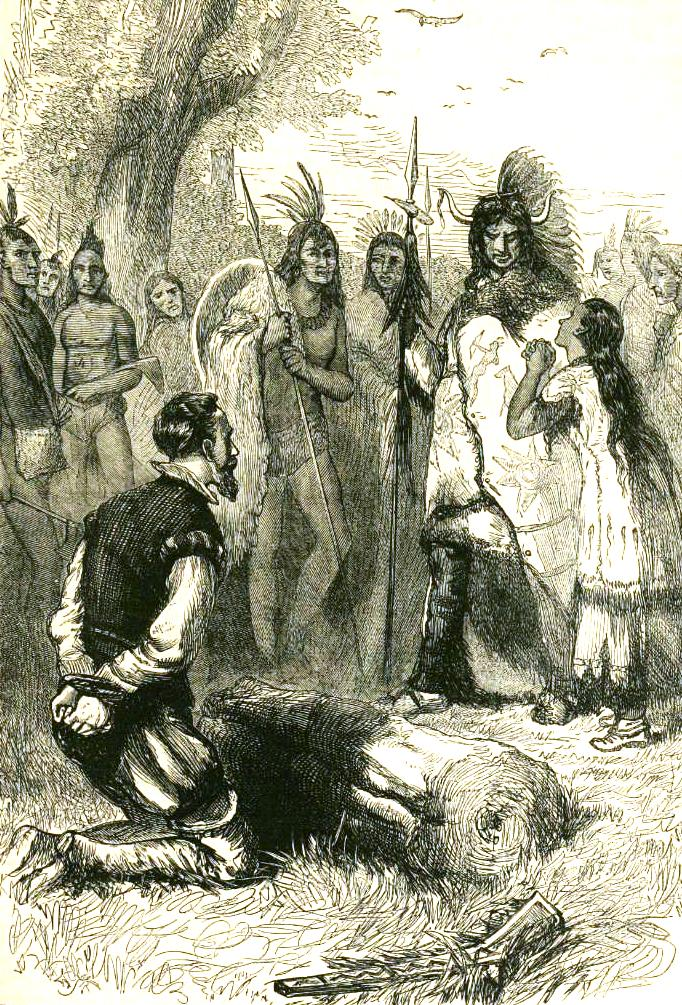
Illustration dans le Cassell's History of the United States.
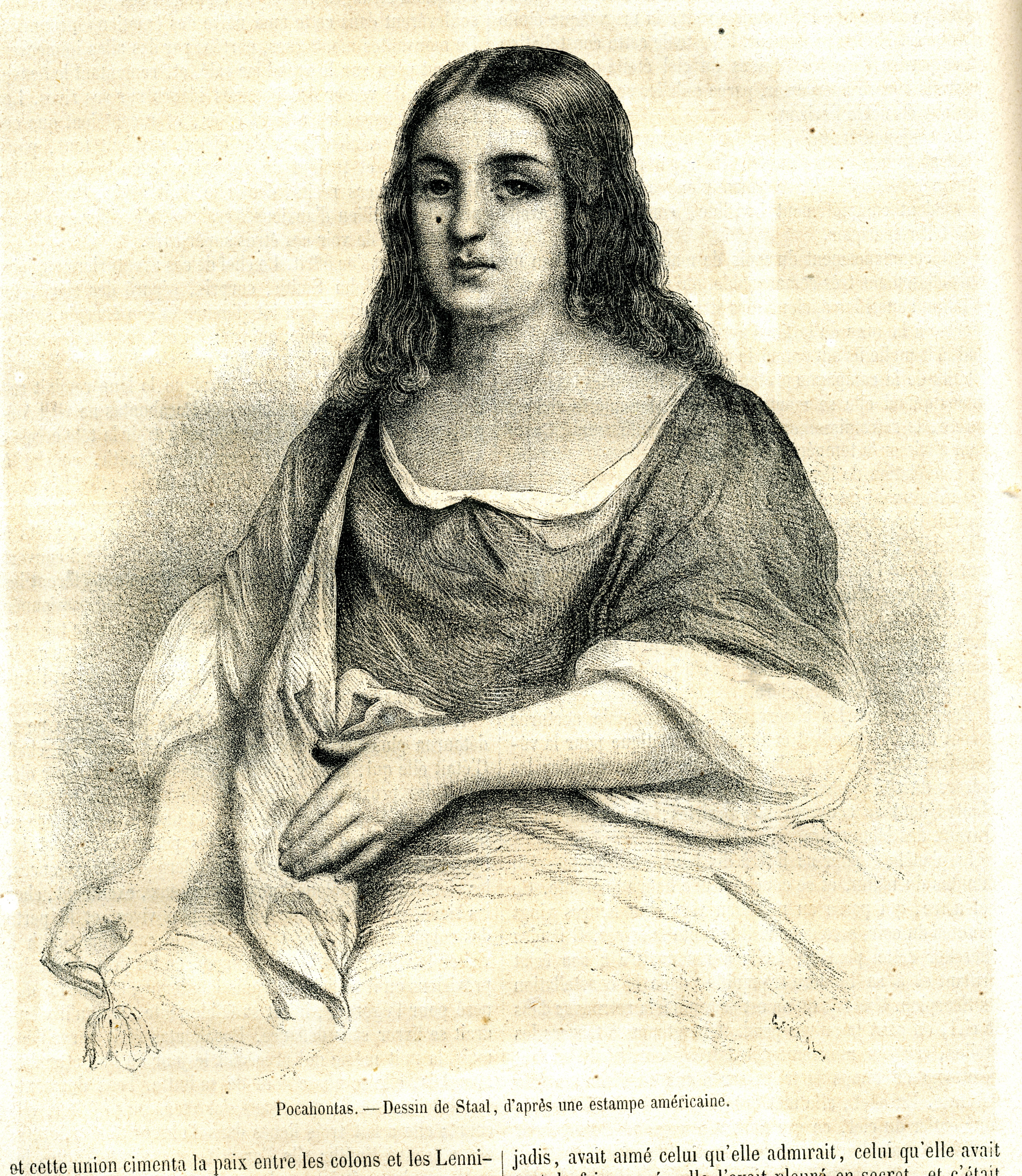
Le Magasin pittoresque, 1853.

## Dans la culture
Sa vie, devenue légendaire, a fait l'objet de nombreuses adaptations littéraires et cinématographiques.

### Livres
- Marcel Schwob, « Pocahontas : princesse », dans Vies imaginaires, 1896
- L'Histoire de Pocahontas et du capitaine John Smith, livre illustré d'Elmer Boyd Smith en 1906[26]
- La Véritable Histoire de Pocahontas, livre de David Garnett en 1933

### Musique
- Pocahontas, chanson de Neil Young de 1976[27]

### Films
- Jamestown, film américain de Edwin L. Hollywood, sorti en 1923 (Pocahontas est interprétée par l'actrice Dolores Cassinelli)
- Time Flies réalisé par Walter Forde avec Iris Lang (1944)
- Pocahontas : Une légende indienne, long métrage d'animation de la Walt Disney Company en 1995
- Pocahontas 2 : Un monde nouveau, long métrage d'animation de la Walt Disney Company en 1998 ;
- Le Nouveau Monde, de Terrence Malick en 2005, avec Q'orianka Kilcher dans le rôle de Pocahontas
- Ralph 2.0 film d'animation (suite des aventures de Les Mondes de Ralph) de Rich Moore et Phil Johnston en 2018

À la suite des films de la Walt Disney Company, Pocahontas est devenue une princesse Disney (Disney Princess) au même titre que Cendrillon et Blanche-Neige.

### Télévision
- Pocahontas: The Musical Tradition Continues, une émission télévisée diffusée sur ABC en 1995
- Pocahontas, princesse des Indiens d'Amérique, série animée de 26 épisodes en 1998

### Bande-dessinée
- Pocahontas, la princesse du nouveau monde, bande dessinée de Loïc Locatelli Kournwsky en 2015
- Pocahontas, bande dessinée de Patrick Prugne en 2022